# Goitrine
La goitrine est un thiocarbamate cyclique formant un cycle à cinq atomes (oxazolidine).

## Occurrence naturelle
La goitrine est naturellement présente dans les légumes crucifères, comme le chou, les choux de Bruxelles et dans l'huile de colza.

## Formation
La goitrine est formée par hydrolyse d'un glucosinolate, la progoitrine ou 2-hydroxy-3-buténylglucosinolate. L'isothiocyanate (2-hydroxy-3-buténylisothiocyanate) instable dérivé de ce dernier se cyclise spontanément en goitrine, de par la présence du groupe hydroxyle situé à proximité du groupe isothiocyanate, ce qui permet la formation du cycle à cinq. L'oxygène de cette molécule provient donc du groupe hydroxyle de l'isothiocyanate instable original.

## Effets
La goitrine réduit la production des hormones thyroïdiennes telles que la thyroxine, résultant en la possible formation d'un goitre, d'où son nom.
Les plantes contenant de la progoitrine (ou un autre glucosinolate tel que la glucobrassicine ou la sinalbine qui peuvent libérer un ion thiocyanate) ont donc un potentiel goitrogène, mais relativement faible, aucune altération des fonctions thyroïdiennes n'ayant été observée pour les quantités d'un régime alimentaire normal.